# ابارق
ابارق، روستایی از توابع بخش دهبکری شهرستان بم در استان کرمان ایران است.این روستا، مرکز دهستان ابارق است.

## جمعیت
این روستا در دهستان حومه قرار دارد و براساس سرشماری مرکز آمار ایران در سال ۱۳۸۵، جمعیت آن ۱٬۸۹۶ نفر (۴۵۷خانوار) بوده‌است.